# شلدون (إلينوي)
شلدون (بالإنجليزية: Sheldon)‏ هي معلم جغرافي تقع في الولايات المتحدة في مقاطعة إيروكوي، إلينوي.  يقدر عدد سكانها بـ 1,130 نسمة  وترتفع عن سطح البحر 208 متر.

## التركيبة السكانية
حدّد مكتب تعداد الولايات المتحدة بيانات التركيبة السكانية لشلدون في تعداد الولايات المتحدة. في ما يلي، التركيبة السكانية حسب تعدادي 2000 و2010.

### تعداد عام 2000
بلغ عدد سكان شلدون 1,232 نسمة بحسب تعداد عام 2000، وبلغ عدد الأسر 464 أسرة وعدد العائلات 333 عائلة مقيمة في القرية. في حين سجلت الكثافة السكانية 631.8 نسمة لكل كيلومتر مربع (1,636.4/ميل2). وبلغ عدد الوحدات السكنية 489 وحدة بمتوسط كثافة قدره 250.8 لكل كيلومتر مربع (649.6/ميل2).
وتوزع التركيب العرقي للقرية بنسبة 98.05% من البيض و0.41% من الأمريكيين الأفارقة و0.08% من الأمريكيين الأصليين و0.32% من الأمريكيين ذوي الأصول الآسيوية و0.16% من الأعراق الأخرى و0.97% من عرقين مختلطين أو أكثر و1.14% من الهسبانيون أو اللاتينيون من أي عرق.
بلغ عدد الأسر 464 أسرة كانت نسبة 37.9% منها لديها أطفال تحت سن الثامنة عشر تعيش معهم، وبلغت نسبة الأزواج القاطنين مع بعضهم البعض 52.4% من أصل المجموع الكلي للأسر، ونسبة 15.3% من الأسر كان لديها معيلات من الإناث دون وجود شريك،  بينما كانت نسبة 4.1% من الأسر لديها معيلون من الذكور دون وجود شريكة وكانت نسبة 28.2% من غير العائلات. تألفت نسبة 23.5% من أصل جميع الأسر من عدة أفراد يعيشون في نفس المنزل ونسبة 10.8% كانت تتألف من شخص يعيش بمفرده يبلغ من العمر 65 عاماً أو أكثر. وبلغ متوسط حجم الأسرة المعيشية 2.57، أما متوسط حجم العائلات فبلغ 2.98.
بلغ العمر الوسطي للسكان 37.2 عاماً. وكانت نسبة 27.2% من القاطنين تحت سن الثامنة عشر، وكانت نسبة 7.6% بين الثامنة عشر والرابعة والعشرين عاماً، ونسبة 26.7% كانت واقعةً في الفئة العمرية ما بين الخامسة والعشرين والرابعة والأربعين عاماً، ونسبة 19.3% كانت ما بين الخامسة والأربعين والرابعة والستين، ونسبة 16.1% كانت ضمن فئة الخامسة والستين عاماً فما فوق. يوجد لكل 100 أنثى 98.7 ذكر، ويوجد لكل 100 أنثى في الثامنة عشر من عمرها فما فوق 92.2 ذكر.
بلغ متوسط دخل الأسرة في القرية 35,463 دولارًا، أما متوسط دخل العائلة فبلغ 38,750 دولارًا. وكان متوسط دخل الذكور 29,167 دولارًا مقابل 18,839 دولارًا للإناث. وسجل دخل الفرد الخاص بالقرية 15,627 دولارًا. وكانت نسبة 8% من العائلات ونسبة 10.7% من السكان تحت خط الفقر، وكان من هؤلاء نسبة 20.3% تحت سن الثامنة عشر ونسبة 6% في الخامسة والستين من العمر وما فوق.

### تعداد عام 2010
بلغ عدد سكان شلدون 1,070 نسمة بحسب تعداد عام 2010، وبلغ عدد الأسر 429 أسرة وعدد العائلات 288 عائلة مقيمة في القرية. في حين سجلت الكثافة السكانية 548.7 نسمة لكل كيلومتر مربع (1,421.1/ميل2). وبلغ عدد الوحدات السكنية 485 وحدة بمتوسط كثافة قدره 248.7 لكل كيلومتر مربع (644.1/ميل2).
وتوزع التركيب العرقي للقرية بنسبة 97.10% من البيض و0.75% من الأمريكيين الأفارقة و0.65% من الأمريكيين الأصليين و0.19% من الأمريكيين ذوي الأصول الآسيوية و0.47% من الأعراق الأخرى و0.84% من عرقين مختلطين أو أكثر و2.24% من الهسبانيون أو اللاتينيون من أي عرق.
بلغ عدد الأسر 429 أسرة كانت نسبة 34.7% منها لديها أطفال تحت سن الثامنة عشر تعيش معهم، وبلغت نسبة الأزواج القاطنين مع بعضهم البعض 44.5% من أصل المجموع الكلي للأسر، ونسبة 14.5% من الأسر كان لديها معيلات من الإناث دون وجود شريك،  بينما كانت نسبة 8.2% من الأسر لديها معيلون من الذكور دون وجود شريكة وكانت نسبة 32.9% من غير العائلات. تألفت نسبة 26.6% من أصل جميع الأسر من عدة أفراد يعيشون في نفس المنزل ونسبة 11.7% كانت تتألف من شخص يعيش بمفرده يبلغ من العمر 65 عاماً أو أكثر. وبلغ متوسط حجم الأسرة المعيشية 2.43، أما متوسط حجم العائلات فبلغ 2.84.
بلغ العمر الوسطي للسكان 40.7 عاماً. وكانت نسبة 24.3% من القاطنين تحت سن الثامنة عشر، وكانت نسبة 8.1% بين الثامنة عشر والرابعة والعشرين عاماً، ونسبة 22.8% كانت واقعةً في الفئة العمرية ما بين الخامسة والعشرين والرابعة والأربعين عاماً، ونسبة 29.6% كانت ما بين الخامسة والأربعين والرابعة والستين، ونسبة 15.1% كانت ضمن فئة الخامسة والستين عاماً فما فوق. وتوزع التركيب الجنسي للسكان بنسبة 48.4% ذكور و51.6% إناث.